# Flow
För andra betydelser, se Flow (olika betydelser).

Mentala tillstånd i förhållande till utmaning och skicklighetsnivå enligt Csikszentmihalyis flytmodell.

Flow är ett begrepp inom psykologin. Det är ett medvetandetillstånd, som inträffar när en individ blir helt uppslukad av en aktivitet, och går bortom sin reflekterande självmedvetenhet samtidigt som den får en djup känsla av kontroll. Flow blev till ett allmänt känt begrepp efter att Csikszentmihalyi beskrev det i sin bok Beyond Boredom and Anxiety utgiven 1975. Konceptet har sen dess studerats och använts brett. I forskningen finns det en generell överenskommelse om dess betydelse, men mätmetoder för flow diskuteras fortfarande.
Flow är en positiv erfarenhet och associeras med njutning. Det är också ett mycket funktionellt tillstånd, som korrelerar med framgång i kreativa aktiviteter, studier och sport och på det sättet leder till kompetens- och personlighetsutveckling. Flow leder till engagemang i utmanande aktiviteter eftersom individen måste sätta allt högre standarder för sig själv för att behålla flow. Därför ses flow som en nyckel till ett rikt och produktivt liv, samt till den kulturella evolutionen.
Koncept som liknar flow är lek (Piaget), optimal stimulering (Hebb och Berlyn), peak experience (Maslow), personal causation (DeCharms), sparks (Benson) och personal expressiveness (Waterman).

## Komponenter[1]
- Aktivitet och medvetandet smälts samman. Man ser inte på sig själv som separerad från det man gör.
- Uppmärksamheten ökar och centreras kring en begränsad mängd stimuli, det känns som att resten av världen försvinner.
- Självmedvetenheten upphör, tankar om sig själv blir irrelevanta för individen. Det kan beskrivas som att man tappar bort sitt ego, går bortom personligheten eller blir ett med världen.
- Man upplever en känsla av inre styrka och kontroll över det man gör och över kraven från miljön och omgivningen.
- Mål och strategier för att uppnå dem hänger logiskt samman, reaktion övergår till handling automatiskt, utan reflektion och tvekan. Feedback och krav man får är klara och icke tvetydiga.
- Externa mål och belöningar behövs inte, aktiviteten i sig är en anledning till att fortsätta med den (d.v.s. flow har en autotelisk natur). Csikszentmihalyi menade att flow-konceptet hjälper oss att förstå motivationen hos människan eftersom vi ofta gör saker utan att få någon belöning utifrån.
- Tidsupplevelsen blir förvrängt vilket ofta betyder att tiden går fortare än vanligtvis.

## Historia
Csikszentmihalyi skapade begreppet flow 1975 efter att ha studerat lek, kreativitet och olika konstnärers personligheter i flera år. Han ville förstå vad det är som gör att vissa aktiviteter blir så motiverande för människan. Njutning var inget den tidens psykologi fokuserade på eftersom behaviorismen fortfarande var en dominerande paradigm. Såhär argumenterade Csikszentmihalyi för sina studier: ”I grunden till de flesta institutioner där vi tillbringar en stor del av vår tid – skolor, kontor, fabriker – ligger ett antagande om att ett seriöst arbete ska vara grymt och otrevligt. På grund av det här antagandet tillbringar vi den största delen av vår tid genom att göra otrevliga saker. Om vi studerar njutning kan vi förändra den här skadliga situationen”.

## Implikationer
Upplevelsen av flow är inte begränsad till en specifik kontext, men vissa områden har fått mer uppmärksamhet i forskningen än andra. Utbildning och sport är det som studeras mest i sammanhanget. Förståelse för när och hur flow uppstår ger tränare, idrottare, lärare och elever en större möjlighet att njuta av det de gör och förbättra sin kompetens. Flow är en viktig motivationsfaktor och förutsäger ofta bra resultat, framförallt i komplexa, tekniska sporter. I andra sorters sport, maratonlopp exempelvis, verkar flow inte ge den maximala framgången. Det kan bero på att under ett maraton måste självet vara en diktator, som tvingar kroppen att fortsätta springa.
Ett annat stort område är interaktionen mellan människan och datorn, spelbaserade studier och medieanvändning. Det är speciellt intressant att förstå när interaktionen med datorn pågår smidigt, så att användaren kan koncentrera sig på uppgiften. Flow i samband med konsumentbeteende studeras också vid marketing.
När man studerar arbetsmiljö är man intresserad av att skapa arbetsplatser där flow kan uppstå lättare.
En mindre del forskning är tillägnat flow i kliniska sammanhang. Terapeuter som upplever flow i sitt arbete anses till exempel vara mer framgångsrika.
De klassiska flow-kontexterna är musik, religion och konst och ett område, som får ett växande intresse i forskningen är flow i sociala sammanhang.

## Psykofysiologi[13]
Vi kan bara uppleva, att vi anstränger oss om vi är självmedvetna, medan flow-tillståndet gör så att självmedvetandet upphör. Det är en anledning till att en ansträngningslös koncentration (effortless attention) uppstår vid flow. Mental aktivitet i alla kanaler, som inte är relevanta till den nuvarande uppgiften stängs av och individen får en möjlighet att möta högre krav på ett effektivt sätt, utan att bli utmattad. Hjärnstrukturen thalamus skulle kunna spela en viktig roll i den här processen, eftersom den fungerar som ett filter och ”väljer” händelser, som vi ska bli medvetna om.
Flowtillståndet kopplas till en sänkt aktivering i hjärnbarken, vilket leder till att den psykiska energin används mycket effektivt. Det finns en del bevis för att flow uppstår på grund av nedreglering av aktiviteten i den prefrontala cortex, fenomenet som kallas hypofrontalitet (hypofrontality). Under flow utövar man den välövade aktiviteten utan att ha medveten kontroll, vilket gör processen mycket snabb och effektiv. Det tycks finnas ett globalt nätverk i hjärnan, som blockerar irrelevanta cortikala processer när man koncentrerat utövar en uppgift.
En sänkning i hjärnans ämnesomsättning har också observerats vid flow tillsammans med en aktivering i dopaminsystemet. Flow är ett mycket njutbart tillstånd och dopamin är ett ämne, som är centralt för hjärnans belöningssystem. När detta system har kommit igång av något stimuli strävar vi efter att få uppleva detta stimuli igen. Det är en mekanism bakom motivationen, men även beroende fungerar på ett likadant sätt. Därför bär flow-framkallande aktiviteter med sig en risk att fastna i dem. Som exempel kan man nämna videospel, internetsurfing och sociala nätverk.
Flow har från början beskrivits i en stresshanteringskontext. Hormonet kortisol har en positiv påverkan på flow om dess halter håller sig vid en normal nivå, men flow kan blockeras ifall mängden kortisol blir för stor. Kortisol i normala mängder höjer vår kapacitet till den selektiva uppmärksamheten och höjer glukoshalten i blodet, vilket hjälper oss hantera stressituationer. Genom en kognitiv omformulering kan vi därför transformera stress till en positivt utmanande flow. Trots att flow är ett trevligt och belönande tillstånd innebär det fortfarande en hög grad av aktivering (arousal) och måste balanseras med avslappning och vila.

## Nackdelar[19]
Flow-tillståndet har potential till att vara destruktivt. Csikszentmihalyis påstående om att “flow-upplevelsen är, som allting annat i världen, inte något ensidigt gott” har dock inte fått så mycket uppmärksamhet från forskare. Det vi ändå vet nu är, att flow kan leda till beroende, och riskbeteende samt upplevas i antisociala kontexter och i krig. Detta går i linje med Csikszentmihalyis antagande om,  att flow inte är situationsbundet utan kan upplevas under vilken aktivitet som helst, så länge dess grundläggande komponenter är på plats.
Frånvaron av självmedvetandet kan leda till, att man inte placerar sin nuvarande aktivitet i en större kontext, där ens framtida mål och personliga värderingar ingår. Därför kan flow leda till konflikten mellan ens långsiktiga och kortsiktiga mål. Känslan av kontroll, som flow stimulerar, kan vara orealistisk och orsaka risktagande. Den högst selektiva uppmärksamheten kan göra så att man inte lyckas processa information, som inte var relaterad till den konkreta uppgiften, men ändå viktig. Flow kan även ha negativa konsekvenser när det gäller att vara noggrann med tiden. Individens flow-upplevelse kan också utnyttjas, till exempel, i politiska, militära, religiösa eller kommersiella sammanhang.